# Конти, Даниеле
Дание́ле Ко́нти (итал. Daniele Conti; 9 января 1979, Неттуно, Лацио, Италия) — итальянский футболист, опорный полузащитник. Долгое время выступал за клуб «Кальяри», являлся капитаном команды. Рекордсмен «Кальяри» по числу игр в её составе. Сын бывшего капитана «Ромы» Бруно Конти, брат Андреа Конти.

## Карьера
Даниеле Конти — воспитанник «Ромы», где прошёл всю систему молодёжных команд клуба. 26 ноября 1996 года Конти дебютировал в составе «джалоросси» в матче чемпионата Италии с клубом «Парма»; игра завершилась вничью 0:0. Он провёл за команду 6 игр и забил 1 гол, празднуя который, он встал на колени перед трибуной с самыми рьяными болельщиками «Ромы»; впоследствии полузащитник сказал: «Для меня тот гол на Стадио Олимпико навсегда останется в памяти: я забил прямо под Курвой Суд, куда всегда бежал мой отец, чтобы поблагодарить и поприветствовать местных болельщиков». Также в одной из этих игр, с «Миланом», Конти получил красную карточку, выйдя на замену на 80-й минуте встречи, после того как он плюнул в игрока команды соперника Оливера Бирхоффа. За это игрок был дисквалифицирован на три игры.
Летом 1999 года он перешёл в клуб «Кальяри», выкупивший 50 % прав на футболиста за 1,25 млрд лир. Контракт был подписан на 4 года. В первые два сезона в клубе Даниеле провёл 33 игры, в 13 из которых он выходил на поле со скамьи запасных. В первом сезоне он забил 1 гол, этот мяч, забитый на 3-й добавленной минуте встречи, принёс его клубу победу со счётом 4:3 над бывшим клубом Конти, «Ромой». Тогда же начались частые сравнения Даниеле с отцом, которые, конечно, были не в пользу молодого футболиста. Постепенно Конти доказывал своё место на поле и вскоре завоевал твёрдую позицию в стартовом составе «Кальяри».
В 2004 году «россоблю» вернулись в серию А. В том же сезоне он впервые начал надевать капитанскую повязку в команде, будучи вице-капитаном клуба после Луиса Диего Лопеса. По итогам сезона полузащитник получил наибольшее количество карточек в серии А — 14 жёлтых и 2 красных, став по этому показателю рекордсменом сезона. По окончании сезона футболист стал самым высокооплачиваемым в клубе, получая 350 тыс. евро в год. 31 октября 2005 года Даниеле был дисквалифицирован на 3 игры за оскорбление арбитра во встрече с «Фиорентиной»В сезоне 2007/08 Конти стал демонстрировать качественно новый уровень футбола, в частности забил гол в ворота «Наполи», позволивший клубу сохранить «прописку» в серии А. По окончании сезона у него было несколько выгодных предложений от других итальянских команд, но Даниеле продлил контракт с «Кальяри» до 2013 года. В сезоне 2008/09 Конти забил гол в ворота своей бывшей команды на Стадио Олимпико. И в следующем сезоне Даниеле поразил ворота «Ромы». В сезоне 2009/10 Конти провёл на поле 32 игры и забил 5 голов, но наибольшее впечатление он произвёл своими перехватами, став по этому показателю одним из лучших в серии А. По окончании сезона игрок вновь имел несколько выгодных предложений, но вновь решил остаться в клубе.
Во втором туре сезоне 2010/11 Конти забил гол в матче с «джалоросси»; в той же игре он получил травму после жёсткого удара игрока соперника, Николаса Бурдиссо, из-за чего ему наложили 30 швов. В октябре 2010 года Конти подрался с вице-капитаном команды Алессандро Агостини; при этом, Конти и Агостини провели наибольшее количество лет в клубе среди всех действующих футболистов: 11 лет играл за «Кальяри» Конти, а 7 лет Агостини. После этого главный тренер команды Пьерпаоло Бизоли не взял игроков на матч с «Кьево» и сказал: «Конти и Агостини больше не являются частью команды». Однако исполнительный директор «Кальяри» Франческо Маррокку не согласился с главным тренером: «Нет ничего непоправимого. Конти и Агостини являются ценными игроками „Кальяри“. Исключаю вариант, при котором они будут выставлены на трансфер». Позже, при вмешательстве главного тренера, футболисты помирились.
25 сентября 2011 года Конти провёл матч против «Удинезе» и сравнялся по количеству игр с рекордсменом «Кальяри», Марио Бруньерой. А в следующей игре, с «Лечче», стал единоличным лидером по количеству игр. 11 декабря Конти получил травму колена и выбыл из строя на месяц.
29 мая 2015 года клуб «Кальяри» объявил, что не будет продлять контракт с футболистом и поблагодарил его за 16 лет в команде.

## Статистика
| Сезон   | Клуб    | Лига    | Чемпионат | Чемпионат | Кубок | Кубок | Контин. | Контин. |
| Сезон   | Клуб    | Лига    | Игры      | Голы      | Игры  | Голы  | Игры    | Голы    |
| ------- | ------- | ------- | --------- | --------- | ----- | ----- | ------- | ------- |
| 1996/97 | Рома    | Серия А | 1         | 0         | 0     | 0     | 0       | 0       |
| 1997/98 | Рома    | Серия А | 0         | 0         | 0     | 0     | —       | —       |
| 1998/99 | Рома    | Серия А | 4         | 1         | 1     | 0     | 0       | 0       |
| 1999/00 | Кальяри | Серия А | 9         | 1         | 1     | 0     | —       | —       |
| 2000/01 | Кальяри | Серия В | 24        | 6         | 3     | 0     | —       | —       |
| 2001/02 | Кальяри | Серия В | 32        | 2         | 2     | 0     | —       | —       |
| 2002/03 | Кальяри | Серия В | 12        | 0         | 0     | 0     | —       | —       |
| 2003/04 | Кальяри | Серия В | 33        | 0         | 1     | 0     | —       | —       |
| 2004/05 | Кальяри | Серия А | 30        | 0         | 7     | 2     | —       | —       |
| 2005/06 | Кальяри | Серия А | 30        | 3         | 4     | 0     | —       | —       |
| 2006/07 | Кальяри | Серия А | 30        | 3         | 3     | 0     | —       | —       |
| 2007/08 | Кальяри | Серия А | 32        | 5         | 1     | 0     | —       | —       |
| 2008/09 | Кальяри | Серия А | 31        | 5         | 1     | 0     | —       | —       |
| 2009/10 | Кальяри | Серия А | 32        | 5         | 1     | 0     | —       | —       |
| 2010/11 | Кальяри | Серия А | 29        | 5         | 0     | 0     | —       | —       |
| 2011/12 | Кальяри | Серия А | 32        | 4         | 2     | 1     | —       | —       |
| 2012/13 | Кальяри | Серия А | 29        | 3         | 0     | 0     | —       | —       |
| 2013/14 | Кальяри | Серия А | 31        | 4         | 1     | 0     | —       | —       |
| 2014/15 | Кальяри | Серия А | 18        | 1         | 3     | 1     | —       | —       |